# アーサー・ロック
アーサー・ロック（英: Arthur Rock、1926年8月19日 - ）は、アメリカの実業家、ベンチャーキャピタリスト。シリコンバレーに本拠地を置き、インテル、Apple、フェアチャイルドセミコンダクター、テレダイン、サイエンティフィック・データ・システムズなどの創業初期の投資家として知られる。

## 来歴
1926年にニューヨーク州ロチェスターでユダヤ教徒の家庭に生まれた。 ロックは一人っ子で、父が小さなキャンディーストアを営んでいたので、若年のころから店で手伝いをした。
第二次世界大戦中にアメリカ陸軍に入隊したが、配属される前に戦争が終わった。 その後、G.I.ビルで大学に進学した。1948年にシラキュース大学で経営学の学士号、1951年にハーバード・ビジネス・スクールでMBAを取得した。
ロックは1951年にニューヨークで証券アナリストとしてキャリアをスタートさせ、その後、ニューヨークのヘイデン・ストーン・アンド・カンパニーの企業金融部門に入り、小規模なハイテク企業の資金調達に力を注いだ。
1957年、「裏切り者の8人」がショックレー半導体研究所を去ったとき、ロックは彼らの行き先を探す手助けをした。シャーマン・フェアチャイルドを説得し、フェアチャイルドセミコンダクターを設立させたのである。
1961年、カリフォルニアに移住。トーマス・J・デイビス・ジュニアとともに、サンフランシスコのベンチャーキャピタルであるハイドン・ストーン投資銀行を設立し、1967年に独立して半導体関連の新興企業を専門とする投資銀行を設立。1968年、独立を模索していたフェアチャイルドセミコンダクターのゴードン・ムーアとロバート・ノイスから新企業の設立を打診され、「NMエレクトロニクス」(後のインテル)の設立を支援してインテルの会長に就任後もベンチャーキャピタリストとして新興企業への投資を続けた。
ロックは、1980年代半ばにスティーブ・ジョブズが追放された際、アップル社の役員を務めていた。
2003年、ハーバード・ビジネス・スクールに2500万ドルを寄付し、Arthur Rock Center for Entrepreneurshipを設立した。
ロックはシリコンバレーの歴史を語るうえで欠かせない人物となっている。

## 文献
- ウダヤン グプタ『アメリカを創ったベンチャー・キャピタリスト』翔泳社、2002年、ISBN 4798102059。
- 磯辺 剛彦『シリコンバレー創世記地域産業と大学の共進化』白桃書房、2000年1月16日、ISBN 9784561510444。